# Шутников Сергій Андрійович
Шу́тников Сергій Андрійович (*4 жовтня 1903, присілок Ямайкіно — †11 жовтня 1941) — удмуртський державний діяч.

## Біографія
Сергій Андрійович народився в присілку Ямайкіно Малмизького повіту (сучасний Кізнерський район Удмуртії). До 1921 року працював у господарстві батька, до 1922 року був секретарем Ямайкінської сільради. Потім повернувся на батьківщину, з 1925 року служив у лавах Червоної армії. 1927 року повернувся у рідний присілок. 1928 року став учнем Вятської губернської радянсько-партійної школи, через рік — учнем Вотської радянсько-партійної школи.

## Політична діяльність
Шутников як політик обіймав такі посади:
- завідувач організаційним відділом, завідувач кадрами Глазовського районного комітету ВКП(б) (1930—1932)
- завідувач організаційним відділом, перший секретар Граховського районного комітету ВКП(б) (1932—1936)
- перший секретар Юкаменського районного комітету ВКП(б) (1936—1938)
- третій секретар Удмуртського обласного комітету ВКП(б) (1938—1940)
- голова Верховної ради Удмуртської АРСР (7 серпня 1939 — 10 квітня 1941)